# 吳琦 (明朝)
吳琦（1482年—？），字汝器，號容菴，山西潞州衛軍籍武鄉縣人，明朝政治人物。

## 生平
正德八年癸酉科山西鄉試第六十二名。正德十二年（1517年），登丁丑科会试第二百五十六名，第三甲第六十三名進士。工部观政，授山東阳信县知县，改歷城縣知縣。考察閑住。

## 家族
曾祖父吳孝恭；祖父吳景通；父親吳海。前母陳氏；母康氏。慈侍下。兄吴瑄、弟琳、琨、璋。